# Державний природний резерват «Іле-Балхаш»
Державний природний резерват «Іле-Балхаш» (каз. «Іле-Балқаш» мемлекеттік табиғи резерваты) — природна територія, що особливо охороняється, зі статусом юридичної особи, розташована в Балхаському районі Алматинської області Казахстану. Утворено відповідно до Постанови Уряду РК № 381 від 27 червня 2018.

## Фінансування
Держава виділила 120 млн тенге на облаштування місць для майданчиків. За попередніми оцінками, на перші десять років робіт знадобиться 50 мільйонів доларів. Фінансують програму міжнародні організації, меценати та Ді Капріо. Загалом Всесвітній фонд дикої природи виділить на проект 10 млн євро. Щороку посольство Нідерландів у Казахстані виділятиме додатково 200 тис. доларів на реалізацію проекту.

## Реінтродукція тигра
У Казахстані запущено проект інтродукції амурського тигра в дельті Або та інших річок, що вливаються в озеро Балхаш. Метою створення резервату є реінтродукція тигрів у Казахстані.
У Казахстані тигр повсюдно вимер 1948 року. Резервату виділено землі загальною площею 415 164,2 гектарів, але вчені називають цифру один мільйон гектарів як ідеальний варіант для повноцінного відновлення виду в дикій природі. Існує проект довести кількість особин тигра через 50 років біля Казахстану до 150—180 хижаків. Планується привозити амурських тигренят, які залишилися сиротами.
На даний момент як першочергові заходи заплановано створення кормової бази для тигрів у найближчі 5-7 років, для чого необхідно завозити на територію майбутньої реінтродукції близько 50-60 бухарських оленів щорічно.

## Реінтродукція бухарського оленя
У грудні 2018 року з розплідника Сирдар'я-Туркестанського регіонального парку до резервату прибула перша група з п'яти оленів (три самки та два самці) за підтримки Всесвітнього фонду дикої природи. Їх помістили в адаптаційний вольєр і випустили в дику природу 24 вересня 2019. Для подальшого спостереження за пересуваннями оленів на двох самок були надіті нашийники з чіпами супутникового зв'язку. Кілька місяців самки трималися біля вольєру, але в середині зими разом із одним із самців відкочували на 100 км від обгородженої території.
Всесвітній фонд дикої природи розробляє проект із переселення оленів з Нижньо-Амудар'їнського біосферного резервату (Узбекистан) у різні популяції Казахстану, включаючи Іле-Балхаш, для розширення генетичного фонду. На початку 2020 року з Карачингільського мисливського господарства у вольєр було привезено 13 самок та 1 самець та плануються завози великої кількості тварин у наступні роки.
Наприкінці вересня 2020 року відбувся випуск 15 тварин з другої партії, включаючи оленя, народженого у вольєрі. В оленів з першого випуску було зафіксовано потомство: одне оленя потрапило в кадр фотопастки.
У липні 2021 року у резерваті відбувся третій випуск бухарського оленя у кількості 61 особини. Для спостереження та контролю за оленями в зоні випуску встановлені фотопастки та використовуються супутникові нашийники.
У липні 2022 року був випущений 61 олень. З урахуванням попередніх партій кількість особин у резерваті перевищила 150.

## Реінтродукція кулана
У рамках гранту WWF Росії та проекту з відновлення популяції тигра наприкінці серпня 2021 року за участю АЗБК було завершено будівництво загону для реінтродукції куланів у резерваті. Хоча кулани не є основним об'єктом полювання тигра, вони сприятимуть відтворенню умов екосистеми, що існувала в Прибалхашші в часи хижака. Подальші роботи з перевезення тварин із національного парку «Алтин-Емель», змісту, випуску та моніторингу куланів будуть профінансовані за рахунок гранту Казахстану та ПРООН.